# Sol Pilas
Soledad Pilas Santos (Madrid, 9 de mayo de 1957) es una cantante española.

## Carrera
Sol Pilas empleó su voz en temas para anuncios publicitarios de televisión, especialmente aquellos dirigidos al público infantil, como Mi pequeño Pony en 1992, y la sección de juguetes de El Corte Inglés en 2007.
Su trabajo de mayor reconocimiento, sin embargo, fue ser la voz principal de las versiones al español de varios temas musicales producidos por Mediaset España para diversas series de animación y anime populares.  Estos temas, que incluían las aperturas de series populares como Mujercitas (1987), Dulce Luna (1992), Eriko (1989) y Nuevos hermanos (1983) entre muchas otras, fueron emitidos por Telecinco y Antena 3 Televisión.
Formó parte del coro en las interpretaciones de algunas canciones candidatas representando a España para el concurso Eurovisión: entre ellas, "Vuelve conmigo" con Anabel Conde en 1995, y "¿Qué voy a hacer sin ti?" con Mikel Herzog en 1998.
También participó en el doblaje realizado en España para la película de Walt Disney Pictures, El jorobado de Notre Dame, dándole su voz de cantante al personaje de Esmeralda con el tema "Oración de Esmeralda". Además, puso voz al doblaje de la banda sonora de la película de animación Momo. Una aventura a contrarreloj (2001).
En 2008 puso voz cantante al personaje "Rina Toin" del anime Pichi Pichi Pitch. Anime emitido en Clan TVE y actualmente en Disney Channel.
En el año 2009, interpretó el tema "Procuro olvidarte" en el programa de televisión "A tu vera" en Radiotelevisión de Castilla-La Mancha.

## Discografía
Su discografía destacada se basa en los lanzamientos de Five Record de los diferentes discos conteniendo una selección de los temas en español de Mediaset. Cabe notar que muchos de los temas realizados permanecen inéditos, particularmente todas las producciones hechas para Antena 3.  Su nombre o participación nunca fueron directamente acreditados:

### Five Record
- Campeones y tus amigos de Telecinco (CD, casete, y vinilo)
- Campeones y tus amigos de Telecinco 2 (CD, casete y vinilo)
- Campeones y tus amigos de Telecinco 3 (CD, casete y vinilo)
- Supercampeones (CD y vinilo)
- Bésame, Licia y los Bee Hive (1991, CD y vinilo)

### Orange Music
- Minami Music, Vol. 1 (2002, CD)

### Walt Disney Records
- El jorobado de Notre Dame (Banda sonora original, 1996, Walt Disney Records, CD)